# Adipsie
Adipsie ist ein medizinischer Begriff für Durstverhaltensstörungen, bei denen das Durstgefühl fehlt. Bei verminderter Ausprägung spricht man von Hypodipsie. Krankhaft gesteigerten Durst nennt man Polydipsie.

## Ursachen
Für ein vermindertes oder fehlendes Durstgefühl gibt es mehrere Ursachen:
- Läsionen des Hypothalamus
- Blutungen aus Aneurysmen der Arteria anterior communicans
- Einblutungen in den Hypothalamus
- Ligatur entsprechender Aneurysmen

Hypodipsie tritt außerdem auf bei:
- Hirntumor
- granulomatöse Erkrankungen (Sarkoidose, Tuberkulose, Histiozytose)
- Schädel-Hirn-Trauma
- Hydrozephalus
- natürlicher Abnahme des Durstgefühls im Alter
- Schluckstörungen
- Gastritis
- Ösophagitis
- Stenose in der Speiseröhre

## Folgen
Zu geringe Flüssigkeitsaufnahme in den Körper führt dauerhaft zu einer Exsikkose, die insbesondere bei älteren Menschen recht häufig anzutreffen ist. Eine dauerhafte Verweigerung der Flüssigkeitsaufnahme kann zum Verdursten führen.